# Bitka na Kosovskem polju
Bitka na Kosovskem polju (tudi Bitka na Kosovem polju; srbsko: Bitka na Kosovu/Boj na Kosovu/Kosovski boj, Kosovska bitka/Vidovdanska bitka; turško: Kosova Meydan Muharebesi) je bil vojaški spopad med Kraljevino Srbijo in Osmanskim cesarstvom na dan Svetega Vida, 15. junija 1389. leta. 
Srbe je v bitko povedel takratni srbski knez Lazar Hrebeljanović, Osmane pa sam turški sultan Murat I. osebno, ki je v njej izgubil življenje. Bitka je bila izenačena.
Sultan Murat I. je bil prvi in edini turški sultan, ki je padel na bojnem polju.

## Ozadje bitke
Po bitki na Marici 26. septembra 1371 (nekateri viri navajajo tudi letnici 1363 in 1367), Turki niso nadaljevali z osvajanjem Balkana, temveč so raje utrdili svoje položaje in ojačali svoj vpliv na zasedenih področjih, da bi laže nadaljevali načrtovana osvajanja in vdor v Evropo.
Turki so se zavedali možnosti nastanka močne krščanske koalicije (kar se je zgodilo tudi v prejšnjih bitkah), v primeru takojšnjega vdora na Balkan, za kar niso imeli zadosti moči, temveč so raje utrdili svoj vpliv in položaje v Trakiji. Zato tudi niso prevzeli oblasti v Vukašinovi kneževini, takratni srbski južni pokrajini Makedoniji, temveč so pustili na oblasti ustoličenega kneza Marka Mrnjavčevića, bolj poznanega pod imenom Kraljevič Marko, sina kneza Vukašina Mrnjavčevića, poraženega v bitki na Marici. Ta je imel sedež na gradu v Prilepu. V severnem delu Vukašinove kneževine so pustili na oblasti Markovega brata Andrijaša.
Oba Vukašinova sinova sta se za oblast borila proti takratnim srbskim veljakom, ki so po Vukašinovi smrti poskušali prevzeti njune posesti. Tako so Balšići prevzeli Prizren, Vuk Branković pa Skopje. Turško oblast so priznali tudi drugi srbski veljaki na teh prostorih: brata Jovan Dragaš in Konstantin Dragaš Dejanović ter Toma Preljubović, ki je vladal v Epiru.
Vsi ti notranji spopadi so pomagali Turkom, da so laže utrdili svojo oblast in vpliv nad temi področji, v 1380-ih pa so začeli z manjšimi roparskimi in izvidniškimi vpadi v ostale dele Balkana in v Albanijo. Ko se je s posredovanjem zahodnih evropskih plemiških družin in kraljevin situacija v Albaniji umirila, so se Turki ponovno obrnili proti Srbiji. Zasedli so Niš, utrpeli so pa tudi nekaj manjših porazov. Sultan Murat I. se je zato začel pripravljati na obračun s Srbijo, prvim neposrednim tekmecem na tem področju. 
Turške priprave leta 1389 niso ostale neopažene. Knez Lazar Hrebeljanović, ki je utrdil svojo oblast v Kruševcu, se je zato poskušal povezati s takratno Bosno in Bolgarijo za skupni nastop proti Turkom,  pri navezovanju stikov z ogrskim kraljem Sigismundom Luksemburškim pa je naletel na težave. Med vladarjema je prišlo do trenj, ker je Lazar v preteklosti pristal postati vazal ogrskega kralja, potem pa je v navezi z bosanskim kraljem Tvrtkom I. podprl ogrske nasprotnike. Kasneje je Lazar ogrskemu kralju zopet ponudil svoje vazalstvo. Kralj je vazalstvo sprejel, do uradnega sprejema pa zaradi bitke na Kosovskem polju in Lazarjeve smrti ni prišlo.

## Priprave na bitko
Dolge priprave obeh strani na bitko, so nakazovale pomembnost dogodka. Pomembnost je nakazovala tudi prisotnost obeh vladarjev. Murat je s seboj pripeljal tudi svoja dva sinova Bajazida in Jakuba.
Na Vidovdan sta se vojski srečali na Kosovskem polju. 
Po nekaterih podatkih je na srbski strani center vodil sam knez Lazar, desno krilo Vuk Branković, levo krilo pa Bosanci pod vodstvom humskega vojvode Vlatka Vukovića, zmagovalca bitke pri Bileći. Na bosanski strani se je bojeval tudi oddelek hrvaških križarjev Malteškega viteškega reda pod poveljstvom vranskega priorja Ivana Paližne. 
Srbi so v ospredje postavili težko konjenico, na krila pa lokostrelce na konjih. V ozadju je bila razna pehota.
Srbski strani se niso pridružili le srbski plemiči iz južne Makedonije, ki so bili vazali turškega sultana. Le-ti so se v glavnem pridružili turški vojski, v kateri so bili poleg Turkov, tudi Grki in drugi vazalski narodi. Konstantin Dejanović, srbski plemič in turški vazal, je celo gostil turško vojsko pri prehodu čez njegovo ozemlje.
V turški vojski je centru poveljeval sam Murat, desnemu krilu Bajazid, levemu pa Jakub. Pred turškimi krili je bilo razporejenih okoli 1000 lokostrelcev, za njimi pa azabi (lahka pehota) in akinci (elitna lahka konjenica). V centru so bili v ospredju janičarji, za njimi pa Murat, obkrožen s svojo osebno konjenico.

## Bitka
Glede poteka bitke se viri v svojem pripovedovanju zelo razlikujejo, pri čemer si niso niti edini, kdaj naj bi umrl sultan Murat. 
Viri govorijo o tem, da so turški lokostrelci začeli obstreljevati srbsko težko konjenico, nakar je slednja z vitezi prešla v napad in v obliki klina napredovala proti turškim formacijam. Na levem turškem krilu so prizadeli Jakubovim enotam hud udarec, drugje pa so jih kolikor toliko uspešno upočasnili, da so izgubili začetni elan. Vlatko Vuković je bil s svojimi bosanskimi in hrvaškimi silami celo tako uspešen, da je še med bitko poslal svojemu kralju vest o krščanski zmagi. Tudi Vuk Branković se je dobro držal med bitko. Ko je upadel zalet srbske težke konjenice, je turška lahka konjenica prešla v protinapad in prizadela hude izgube srbski težki konjenici, omejeni s težkimi oklepi.
Srbi so odločno odbili prvi turški protinapad, nakar je vstopil na sceno Bajazit (po bitki je dobil vzdevek Jildirim – Bliskoviti), ki se je z vso silo zagnal v center srbske vojske, kjer je bil Lazar. Tu je začel razpad srbske formacije, ki ni zdržala ponovnega napada (ne vemo, če Muratovo turbe stoji na mestu Muratovega umora, sigurno, pa se je tam odvijal glavni del konjeniškega dela bitke). Okoli Mazgita in Gazimestana so se bile glavne borbe. Formacija pod Lazarjem, ni zdržala turškega udara, čeprav se je dobro držala, ker ni imela enotne komande (kar je bil velik problem vseh takratnih krščanskih vojska). V tem navalu Turkov, je bil tudi ujet ranjeni Lazar in ubit na licu mesta.
Obe srbski krili, tako Brankovićevo, kot tudi Vukovićevo, sta se uspešno umaknili iz bitke, saj Turki niso uspeli zbrati in organizirati dovolj enot, ki bi jih lahko poslali v pogon (tudi Turki so utrpeli velike izgube, ki so jih nadomestili šele z enotami iz Anatolije).
Narodne legende govorijo o izdajstvu Vuka Brankovića, zaradi pohlepa po srbski kroni. Te legende so neutemeljene, saj se je potem še leta in leta upiral turški oblasti in ni imel nobene koristi od srbske izgube. Branković je tudi vec čas priporočal povezavo z Ogri. Vse te legende prihajajo iz narodne zamere, da ni umrl na bojnem polju z Lazarjem in drugimi srbskimi plemiči (predvidevajo, da se je umaknil, ko je videl, da je bitka izgubljena, da reši vsaj del srbskega plemstva). Srbi niso oprostili Brankoviću, da so se njegovi sinovi spopadli s Stefanom, Lazarjevim sinom.
Ne ve se točno, če je med bitko ali po bitki Bajazit dal ubiti svojega brata Jakuba, saj je dogodek vezan na smrt Murata (naj bi se zgodilo proti koncu bitke, ko je bila turška zmaga že očitna). Po nekaterih zapisih, naj bi Bajazit dal poklicati svojega starejšega brata Jakuba k sebi, pod pretvezo, da mu ima predati očetove ukaze. Po drugi verziji, naj bi ga hotel kaznovati, za skorajšnji turški poraz. Ko se je Jakub zglasil pred bratom, ga je ta dal takoj zadaviti. Bajazit si je tako začel takoj utrjevati pot na turški prestol in onesposobil glavnega tekmeca.

## Umor Murata in legende
Tudi o tem dogodku kroži cela vrsta legend.
Za najpomembnejši izvor velja Konstantin Filozof, ki je živel v času bitke (čeprav je bil zelo mlad v tistem času, 1380 - po 1431). Njegovi zapisi govorijo o tem, kako so nekega srbskega plemiča, zavistneži zatožili Lazarju, da ga bo izdal. Da bi dokazal svojo lojalnost (pozneje je bilo dopisano v spise ime plemiča - Miloš), se je plemič med bitko pretvarjal, da se bo predal. Ko so ga pripeljali pred Murata, je Miloš Obilić izvlekel meč in zabodel Murata. Turki naj bi ga razjarjeni, takoj sesekali na koščke.
Jefimijina Pohvala knezu Lazaru, napisana v začetku 15. stoletja, govori, da je Murat umrl po bitki.
Gerasimov letopis (Gerasim, je bil brat Vuka Brankovića), pripoveduje, kako je Miloš Obilić s kopjem prebodel Murata.
Srbska narodna legenda pravi, da je Miloš Obilić Murata ubil pred bitko. Skrivaj naj bi se splazil v Muratov šotor in ga ubil.
Zopet ena verzija govori o tem, da Miloš Obilić, umora ni izvedel sam. Neko pismo bosanskega kralja Tvrtka govori o dvanajstih plemičih, kot o zarotnikih. Neka narodna pesem pa o dveh njegovih polbratih, Milanu Toplici in Ivanu Kosančiću, dveh zgodovinsko popolnoma neznanih osebnostih.
Niti o Milošu Obiliću, v zgodovini ne obstajajo zanesljivi podatki. Po podatkih, ki so jih vnesli v spise v drugi polovici 15. stoletja, naj bi bil njegov priimek Kobilović ali Kobilić, ki se v 18. stoletju spremeni v Obilić.
Turški izvori govorijo o tem, kako je Murat I. umrl po bitki ali pa malo pred njenim koncem, ko je bila turška zmaga že odločena. Govorijo o skritem srbskem zarotniku ali pa o ranjenem srbskem borcu, ki naj bi ga s prevaro ubil, ko je opazoval zaključne faze bitke.

## Posledice in pomote
Že smrt obeh vladarjev prisotnih na bojnem polju je nekaj posebnega za zgodovino (še posebno smrt turškega Sultana, edinega umrlega na bojnem polju v vsej turški zgodovini).
Bajazit I. ni niti ostal na Balkanu, da popolnoma izkoristi zmago. Po eni strani je to popolnoma razumljivo, saj je moral utrditi svoj položaj, na novo pridobljenem prestolu. Prav tako, je bila turška zmaga, prava Pirova zmaga, saj je bila turška vojska, udeležena v bitki, skoraj popolnoma uničena. Zato se predvideva, da je bila popolna turška zmaga vprašljiva. Edina prednost turške, je bila, da je imela možnost poslati na področje Balkana, nove enote iz drugih delov cesarstva, medtem, ko je bila vojna moč Srbije popolnoma uničena. 
Srbija je bila brez vojske in vladarja popolnoma obglavljena; na prestolu je ostala kraljica, z nedoraslimi sinovi. Srbski prestol je takoj zasedel najstarejši Lazarjev sin, Stefan Lazarević, ki je, zavedajoč se svoje nemoči, potem Srbijo povedel v turško vazalstvo, obenem pa, po drugi strani še v ogrsko vazalstvo.
Bajazit I. si je kot novi Sultan takoj vzel za ženo Lazarjevo hčer, Olivero Despino in si tako utrdil položaj v večjem delu Srbije. Srbija je kot vazal pristala na plačevanje davkov in vojaško sodelovanje v bodočih turških vojnih pohodih. Tako so se Srbi borili na turški strani, že leta 1402 v bitki pri Angori (današnja Ankara), proti Timurlenkovim Mongolom. Turki so dokončno zasedli celotno Srbijo šele leta 1459, po dveh manjših bitkah.
Tudi novice o zidu bitke so si bile nasprotujoče. Bosanski kralj je po prejemu Vukovićevih vesti obvestil svoje prijatelje o zmagi in zanjo tudi dobival pohvale. Tudi v dobro obveščenih krogih Beneške republike, se je o porazu na Kosovem polju, izvedelo šele konec julija 1389. Prve vesti so bile zelo zavajajoče. V krščanski Evropi so se širile novice o zmagi, na turški strani pa se je govorilo o veliki turški zmagi.
Ko se je v Evropi končno izvedelo o dejanskem stanju in izidu bitke, so se začela nekatera evropska kraljestva pripravljati na ponovni obračun z Osmani. Ker pa s osmanske strani ni bilo nobenih nadaljnjih groženj, je napetost nekoliko popustila. Tudi Osmane je bitka zelo prizadela. Čeprav so nadomestili izgubljeno vojsko, je bila stvar zamudna, kar pa jih je upočasnilo v njihovem napredovanju v Evropo. Tako je bitka znatno upočasnila turško napredovanje, ni ga pa zaustavila, kot se v zadnjih časih govori v srbskih krogih.
Kraj, kjer je bil sultan Murat I. zaboden, je danes ovekovečen s spomenikom Muratovo turbe. Na mestu Kosovske bitke pa je danes postavljen spomenik padlim srbskim junakom.